# Dmitri Akimov
Dmitri Sergueïévitch Akimov (en russe : Дмитрий Сергеевич Акимов) est un footballeur russe né le 14 septembre 1980 à Léningrad (actuelle Saint-Pétersbourg).

## Biographie
Natif de Léningrad, qui devient Saint-Pétersbourg à partir de 1991, Akimov intègre dans sa jeunesse le centre de formation du Zénith Saint-Pétersbourg. Après une saison chez les amateurs du Khimik, il intègre à partir de 1998 l'équipe réserve du club, qui évolue alors en troisième division, où il évolue principalement durant ses premières années, y jouant 80 rencontres pour 41 buts marqués entre 1998 et 2001. Il dispute sa première rencontre avec l'équipe première du club à l'âge de 19 ans le 12 octobre 1999 à l'occasion d'un match de Coupe de Russie face au Gazovik-Gazprom Ijevsk avant de faire ses débuts en championnat de première division le 12 mai 2000 contre le CSKA Moscou.
Restant cependant peu utilisé, il effectue un prêt de six mois dans l'équipe biélorusse du Dinamo Minsk pour la fin de l'année 2000, disputant quinze rencontres et marquant cinq buts tandis que le club termine troisième du championnat. Après n'avoir pris part qu'à deux matchs en équipe première lors de l'exercice 2001, Akimov quitte finalement le Zénith à l'issue de cette dernière année pour rejoindre le FK Tioumen en troisième division, où il inscrit 22 buts en championnat lors de la saison 2002, devenant le meilleur buteur de la zone Est. Il est par la suite recruté par le Metallourg Lipetsk au deuxième échelon où il effectue cette fois une saison plus décevant avec seulement quatre buts marqués en 39 matchs.
Akimov retrouve la troisième division en début d'année 2004 en rejoignant le Tchkalovets-1936 Novossibirsk où il inscrit 24 buts lors de l'exercice 2004, contribuant ainsi à la victoire du club dans la zone Est et à sa promotion au deuxième échelon. Il enchaîne par la suite les saisons prolifiques avec le club, renommé Sibir à partir de 2006, pour qui il marque successivement 18 et 23 buts en 2005 et 2006. L'année 2007 est de loin sa plus réussie, Akimov inscrivant à cette occasion 34 buts en championnat, incluant trois triplés contre le Torpedo Moscou, le Mordovia Saransk et le Tekstilchtchik Ivanovo, ce qui lui permet de terminer largement meilleur buteur de la compétition avec treize unités d'avance sur son dauphin Mikhaïl Myssine tandis que le Sibir termine en troisième position. Disputant en tout 175 rencontres lors de son passage de quatre années et demi entre 2004 et 2008, il cumule en tout 113 buts inscrits pour le club.
Sur fond de frictions avec le nouvel entraîneur Sergueï Oborine, Akimov quitte finalement la Sibérie à la mi-saison 2008 pour rejoindre le FK Rostov, avec qui il remporte la deuxième division en fin d'année après avoir disputé dix-huit rencontres pour dix buts marqués. Redécouvrant ainsi le premier échelon pour la première fois depuis 2001, il dispute 23 matchs lors de l'exercice 2009 et trouve le chemin des filets à six reprises, avec notamment un doublé sur la pelouse du Rubin Kazan, futur champion. Peu utilisé l'année suivante, Akimov quitte Rostov à l'issue de la saison 2010 pour faire son retour au Sibir Novossibirsk à l'occasion de l'exercice 2011-2012 qui le voit marquer 20 buts en championnat, finissant troisième meilleur buteur. Il effectue ensuite des passages au Fakel Voronej et au Dinamo Saint-Pétersbourg avant de mettre un terme à sa carrière professionnelle à l'été 2014, à l'âge de 33 ans. Alors qu'il se voit proposé un poste d'entraîneur au Dinamo, il décide cependant de poursuivre la pratique du football au niveau amateur.

## Statistiques
| Saison                | Club                                 | Championnat           | Championnat | Championnat | Coupe(s) nationale(s) | Coupe(s) nationale(s) | Total | Total |
| Saison                | Club                                 | Division              | M.          | B.          | M.                    | B.                    | M.    | B.    |
| 1998                  | Zénith-2 Saint-Pétersbourg           | D3                    | 14          | 3           | -                     | -                     | 14    | 3     |
| 1999                  | Zénith-2 Saint-Pétersbourg           | D3                    | 34          | 13          | -                     | -                     | 34    | 13    |
| 2000                  | Zénith-2 Saint-Pétersbourg           | D3                    | 11          | 11          | -                     | -                     | 11    | 11    |
| 2001                  | Lokomotiv-Zénith-2 Saint-Pétersbourg | D3                    | 19          | 14          | 2                     | 0                     | 21    | 14    |
| Sous-total            | Sous-total                           | Sous-total            | 78          | 41          | 2                     | 0                     | 80    | 41    |
| 1999                  | Zénith Saint-Pétersbourg             | D1                    | -           | -           | 1                     | 0                     | 1     | 0     |
| 2000                  | Zénith Saint-Pétersbourg             | D1                    | 2           | 0           | -                     | -                     | 2     | 0     |
| 2001                  | Zénith Saint-Pétersbourg             | D1                    | 2           | 0           | -                     | -                     | 2     | 0     |
| Sous-total            | Sous-total                           | Sous-total            | 4           | 0           | 1                     | 0                     | 5     | 0     |
| 2000                  | Dinamo Minsk (prêt)                  | D1                    | 15          | 5           | -                     | -                     | 15    | 5     |
| 2002                  | FK Tioumen                           | D3                    | 29          | 22          | 2                     | 0                     | 31    | 22    |
| 2003                  | Metallourg Lipetsk                   | D2                    | 37          | 4           | 2                     | 0                     | 39    | 4     |
| Sous-total            | Sous-total                           | Sous-total            | 81          | 31          | 4                     | 0                     | 85    | 31    |
| 2004                  | Tchkalovets-1936 Novossibirsk        | D3                    | 27          | 24          | 1                     | 0                     | 28    | 24    |
| 2005                  | Tchkalovets-1936 Novossibirsk        | D2                    | 41          | 18          | 1                     | 1                     | 42    | 19    |
| 2006                  | Sibir Novossibirsk                   | D2                    | 40          | 23          | 2                     | 1                     | 42    | 24    |
| 2007                  | Sibir Novossibirsk                   | D2                    | 40          | 34          | 2                     | 0                     | 42    | 34    |
| 2008                  | Sibir Novossibirsk                   | D2                    | 20          | 12          | 1                     | 0                     | 21    | 12    |
| Sous-total            | Sous-total                           | Sous-total            | 168         | 111         | 7                     | 2                     | 175   | 113   |
| 2008                  | FK Rostov                            | D2                    | 18          | 10          | -                     | -                     | 18    | 10    |
| 2009                  | FK Rostov                            | D1                    | 23          | 6           | 1                     | 0                     | 24    | 6     |
| 2010                  | FK Rostov                            | D1                    | 11          | 0           | 2                     | 1                     | 13    | 1     |
| Sous-total            | Sous-total                           | Sous-total            | 52          | 16          | 3                     | 1                     | 55    | 17    |
| 2011-2012             | Sibir Novossibirsk                   | D2                    | 46          | 20          | 1                     | 0                     | 47    | 20    |
| 2012-2013             | Fakel Voronej                        | D3                    | 24          | 3           | 2                     | 0                     | 26    | 3     |
| 2013-2014             | Dinamo Saint-Pétersbourg             | D2                    | 24          | 6           | 1                     | 0                     | 25    | 6     |
| Total sur la carrière | Total sur la carrière                | Total sur la carrière | 452         | 167         | 27                    | 21                    | 479   | 188   |

## Palmarès
Sibir Novossibirsk
- Meilleur buteur du championnat de Russie de deuxième division en 2007.

 FK Rostov
- Champion de Russie de deuxième division en 2008.